# بال‌ویل (اوهایو)
بال‌ویل (به انگلیسی: Ballville) یک منطقهٔ مسکونی در ایالات متحده آمریکا است که در شهرستان ساندوسکای، اوهایو واقع شده‌است. بال‌ویل ۷٫۶ کیلومتر مربع مساحت و ۳٬۲۵۵ نفر جمعیت دارد و ۱۸۹ متر بالاتر از سطح دریا واقع شده‌است.